# Abedalá ibne Zobair
Abedalá ibne Zobair ou Zubair ibne Alauame (em árabe: عبد الله ابن الزبير ابن العوام; romaniz.: ʿAbd Allāh ibn az-Zubair ibn al-ʿAuām; maio de 624 — outubro ou novembro de 692) foi o califa de um califado centrado em Meca que rivalizou com o Califado Omíada de Damasco de 683 até sua morte.
Filho de Zobair ibne Alauame e Asma binte Abacar, pertencia aos coraixitas, a tribo que chefiou a nascente comunidade muçulmana, e foi o primeiro filho de um casal Muhajirun, ou seja, os primeiros convertidos do islã. Quando jovem, participou das primeiras conquistas muçulmanas ao lado de seu pai na Síria e no Egito, e mais tarde desempenhou papel nas conquistas muçulmanas do norte da África e do norte do Irã em 647 e 650, respectivamente. Durante a Primeira Guerra Civil Islâmica, lutou ao lado de sua tia Aixa contra o califa Ali (r. 656–661). Embora pouco se ouça sobre ele durante o reinado subsequente do primeiro califa omíada Moáuia I (r. 661–680), sabe-se que se opôs à nomeação do filho do último, Iázide I, como sucessor. Junto com muitos dos coraixitas e ansar, os principais grupos muçulmanos do Hejaz (oeste da Arábia), opôs-se ao califado hereditário dos omíadas.
Estabeleceu-se em Meca, onde reuniu oposição a Iázide (r. 680–683), antes de se proclamar califa após a morte dele em 683, marcando o início da Segunda Guerra Civil Islâmica. Enquanto isso, o filho e sucessor de Iázide morreu semanas após seu reinado, precipitando o colapso da autoridade omíada em todo o califado, cuja maioria das províncias posteriormente aceitaram a suserania de Zobair. Embora amplamente reconhecido como califa, sua autoridade era amplamente nominal fora do Hejaz. Em 685, o califado Omíada havia sido reconstituído sob Maruane I na Síria e no Egito, enquanto a autoridade de zobaírida estava sendo desafiada no Iraque e na Arábia por forças pró-álidas e carijitas. O irmão de Zobair, Muçabe, reafirmou sua suserania no Iraque por 687, mas foi derrotado e morto pelo sucessor de Maruane, Abedal Maleque ibne Maruane, em 691. O comandante omíada Alhajaje ibne Iúçufe sitiou Zobair em sua fortaleza em Meca, onde foi finalmente morto em 692.
Por meio do prestígio de seus laços familiares e ligações sociais com o profeta islâmico Maomé e sua forte associação com a cidade sagrada de Meca, foi capaz de liderar as influentes facções muçulmanas descontentes que se opunham ao governo omíada. Procurou restabelecer o Hejaz como o centro político do califado. No entanto, sua recusa em deixar Meca o impedia de exercer o poder nas províncias mais populosas, onde dependia de seu irmão Muçabe e de outros legalistas, que governavam com virtual independência. Assim, desempenhou um papel ativo menor na luta travada em seu nome.

## Biografia

### Primeiros anos e carreira

#### Família
Abedalá ibne Zobair nasceu em Medina no Hejaz (oeste da Arábia) em maio de 624. Era o filho mais velho de Zobair ibne Alauame, um ṣaḥābī (companheiro) de Maomé e uma importante figura muçulmana. Pertencia ao clã dos assaditas dos coraixitas, a tribo dominante de Meca, um centro comercial no Hejaz e localização da Caaba, o santuário mais sagrado do Islão. Sua avó paterna de era Safia binte Abedal Mutalibe, a tia paterna de Maomé, e sua mãe era Asma, filha do primeiro califa, Abacar (r. 632–634), e irmã de Aixa, uma das esposas do profeta. De acordo com os historiadores do século IX ibne Habibe e ibne Cutaiba, foi o primeiro filho dos Muhajirun, os primeiros convertidos ao Islão que foram exilados de Meca para Medina. Esses primeiros laços sociais, de parentesco e religiosos com Maomé, sua família e os primeiros muçulmanos, todos aumentaram sua reputação na idade adulta.
Tinha várias esposas e filhos. Sua primeira esposa foi Tumadir binte Manzur ibne Zabane ibne Saiar ibne Anre dos fazáridas. Ela lhe deu seu filho mais velho Cubaibe, daí o cúnia (epíteto) de ibne Zobair de "Abu Cubaibe", e outros filhos chamados Hâmeza, Abade, Zobair e Tabite. Ela ou outra das esposas dele, Um Haçane Nafisa, filha de Haçane, o filho do quarto califa Ali (r. 656–661) e neto de Maomé, deu à luz sua filha Rucaia. A irmã de Tumadir, Zajela, chegou a ser casada com ibne Zobair. Também era casado com Aixa, filha do terceiro califa Otomão (r. 644–656). Aixa ou Nafisa foi mãe de Becre, do qual pouco é relatado nas fontes tradicionais. Sabe-se ainda que divorciou-se de Aixa após o nascimento de seu filho. De outra esposa, Hantama binte Abederramão ibne Hixeme, teve seu filho Amir.

#### Carreira militar
Quando criança, durante o reinado do califa Omar em 636, pode ter estado presente com seu pai na Batalha de Jarmuque contra os bizantinos na Síria. Também estava presente com seu pai na campanha de Anre ibne Alas contra o Egito bizantino em 640. Em 647, destacou-se na conquista muçulmana da Ifríquia (Norte da África) sob o comandante Abedalá ibne Sade. Durante essa campanha, descobriu um ponto vulnerável nas linhas de batalha dos defensores bizantinos e matou o patrício Gregório. Foi elogiado por Otomão e emitiu um discurso de vitória, bem conhecido por sua eloquência, ao retornar a Medina. Mais tarde, se juntou a Saíde ibne Alas na ofensiva deste último no norte do Irã em 650. Otomão nomeou-o à comissão encarregada da recensão do Alcorão. Durante o cerco rebelde à casa de Otomão em junho de 656, o califa colocou-o no comando de sua defesa e teria sido ferido na luta. Após o assassinato de Otomão, lutou ao lado de seu pai e sua tia Aixa contra os partidários do sucessor de Otomão, Ali, na Batalha do Camelo de dezembro, próximo a Baçorá. Seu pai foi morto, enquanto foi ferido lutando com um dos comandantes de Ali, Maleque Alastar. Ali foi vitorioso e Zobair voltou com Aixa para Medina, mais tarde participando da arbitragem para encerrar a Primeira Guerra Civil Islâmica em Adru ou Dumate Aljandal. Durante as negociações, aconselhou Abedalá ibne Omar a pagar pelo apoio de Anre ibne Alas. Sabe-se que herdou uma fortuna significativa de seu pai.

### Revolta

#### Oposição aos omíadas

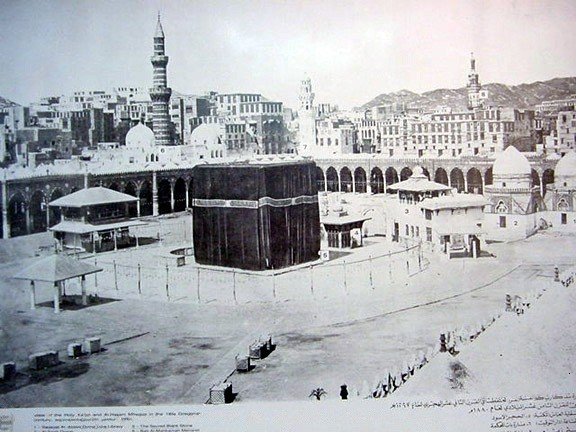
A Caaba em 1882. Ao longo de sua revolta, usou o santuário como sua base de operações e foi sitiado duas vezes, em 683 e 692. Ele o reconstruiu após graves danos durante o primeiro cerco, mas suas mudanças foram posteriormente revertidas

Não se opôs à ascensão de Moáuia I ao califado em 661 e permaneceu inativo durante o curso de seu reinado. No entanto, se recusou a reconhecer a nomeação de Moáuia de seu filho Iázide I como sucessor em 676. Quando Iázide ascendeu após a morte do pai dele em 680, novamente rejeitou sua legitimidade, apesar de Iázide ter o apoio das tribos árabes da Síria que formavam o núcleo do exército omíada. Em resposta, Iázide exigiu de Alualide ibne Uteba ibne Abu Sufiane, o governador de Medina, a submissão de Zobair, mas ele escapou das autoridades e fugiu para Meca. Foi acompanhado por Huceine, filho de Ali, que também havia se recusado a se submeter a Iázide. Huceine e seus apoiadores tomaram posição contra os omíadas em Carbala em 680, mas foram mortos.
Após a morte de Huceine, começou a recrutar apoiadores clandestinamente. Em setembro de 683, assumiu o controle de Meca. Referiu-se a si como alaide bil baite (al-ʿaʾidh biʾl bayt; o fugitivo no santuário, isto é, a Caaba), adotou o lema lā ḥukma illā li-ʾllāh (o julgamento pertence somente a Deus), mas não fez nenhuma reivindicação ao califado. Iázide ordenou que o governador de Medina, Anre ibne Saíde ibne Alas, prendêsse-o. O governador, por sua vez, encarregou o irmão afastado de Zobair, o chefe das xurtas (forças de segurança) de Medina, Anre, de liderar a expedição. A força omíada sofreu uma emboscada e Anre foi capturado e morto em cativeiro. Zobair declarou a ilegitimidade do califado de Iázide e aliou-se ao ançares de Medina, liderado por Abedalá ibne Hanzala, que retirou o apoio a Iázide devido às suas alegadas impropriedades. Zobair também ganhou o apoio do movimento carijita em Baçorá e Barém (leste da Arábia).
Em resposta à crescente oposição em toda a Arábia, Iázide despachou uma força expedicionária árabe síria liderada por Muslim ibne Uqueba para suprimir Zobair e os ançares. Os ançares foram derrotados na Batalha de Harrá no verão de 683, e ibne Hanzala foi morto. O exército continuou em direção a Meca, mas ibne Uqueba morreu no caminho e o comando passou para seu vice, Huceine ibne Numair Alçacuni. Ele sitiou a cidade em 24 de setembro, depois que Zobair recusou-se a se render. A Caaba foi severamente danificada durante o bombardeio de Alçacubi. Durante o cerco, dois potenciais candidatos coraixitas ao califado, Muçabe ibne Abederramão e Almiçuar ibne Macrama, foram mortos ou morreram de causas naturais. Em novembro, a notícia da morte de Iázide levou Alçacubi a negociar com Zobair. O primeiro propôs reconhecê-lo como califa com a condição de que governasse da Síria, o centro do exército e da administração omíadas. Zobair rejeitou isso e o exército retirou-se à Síria, deixando-o no controle de Meca.

#### Reivindicação do califado

Mapa da Arábia e áreas vizinhas sob o califado no século VIII. A soberania de Zobair como califa foi reconhecida no Hejaz, Iêmem, Egito, Iraque e distritos de Pérsis e Carmânia.

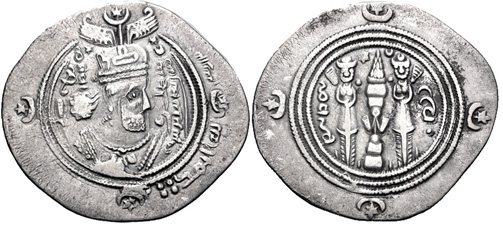
Dracma árabo-sassânida emitido pelo governador Omar ibne Ubaide Alá ibne Mimar em nome de Zobair em Ardaxir-Cuarrá, em Pérsis

A morte de Iázide e a subsequente retirada do exército omíada do Hejaz proporcionou a Zobair a oportunidade de realizar suas aspirações ao califado. Imediatamente se declarou miralmuminim (comandante dos fiéis), um título tradicionalmente reservado ao califa, e pediu aos muçulmanos que lhe prestassem juramento de lealdade. Com os outros candidatos potenciais hejazitas mortos, permaneceu o último contendor pelo califado entre as facções antiomíadas em Meca e Medina e esses grupos o reconheceram como líder. Uma exceção a isso veio do clã dos haxemitas, ao qual Maomé e os álidas pertenciam e cujo apoio Zobair considerou importante para sua própria legitimidade como califa. Os principais representantes do clã no Hejaz, Maomé ibne Hanafia, o meio-irmão de Huceine ibne Ali, e seu primo Abedalá ibne Abas, retiveram seus juramentos citando a necessidade de um consenso mais forte na comunidade muçulmana em geral. Irritado, Zobair cercou a vizinhança do clã em Meca e prendeu ibne Hanafia para pressionar os haximitas. Enquanto isso, os carijitas sob Najeda ibne Amir Alhanafi em Iamama (Arábia Central) abandonaram-no assim que encaminhou sua reivindicação ao califado, uma instituição que rejeitaram e se recusaram a abraçar sua doutrina.
Na capital omíada, Damasco, Iázide foi sucedido por seu filho Moáuia II, mas o último praticamente não exerceu autoridade e morreu de doença meses após sua ascensão. Isso deixou um vazio de liderança na Síria, pois não havia sucessores adequados entre a casa sufiânida de Moáuia I. No caos que se seguiu, a autoridade omíada entrou em colapso através do califado e Zobair ganhou amplo reconhecimento. A maioria das províncias islâmicas ofereceu sua lealdade, incluindo Egito, Cufa, Iêmem e as tribos caicitas do norte da Síria. Da mesma forma, no Coração, o governador de fato Abedalá ibne Cazim Alçulami ofereceu seu reconhecimento. Zobair nomeou seu irmão Muçabe como governador de Baçorá e suas dependências. Como testemunho da extensão de sua soberania, moedas foram cunhadas em seu nome até os distritos da Carmânia e Pérsis, no atual Irã; ambos eram dependências de Baçorá. No entanto, sua autoridade fora do Hejaz era sobretudo nominal.
A maioria das tribos árabes no centro e no sul da Síria permaneceram leais aos omíadas e selecionaram o não sufiânida Maruane ibne Aláqueme de Medina para suceder Moáuia II. A proclamação de Maruane como califa em Damasco marcou uma virada contra Zobair. Os partidários de Maruane, liderados por Ubaide Alá ibne Ziade, derrotaram decisivamente as tribos pró-zobaíridas caicitas, lideradas por Adaaque ibne Cais Alfiri, na Batalha de Marje Raite de julho de 684. Os sobreviventes fugiram à Jazira (Mesopotâmia Superior) sob a liderança de Zufar ibne Alharite Alquilabi, que manteve seu reconhecimento da suserania de Zobair. No entanto, em março de 685, Zobair perdeu a província economicamente importante do Egito para Maruane.
Enquanto isso, as negociações fracassaram entre Zobair e o chefe cufano Almoctar Atacafi, que posteriormente assumiu a causa da família álida. Ele declarou ibne Hanafia califa e, sem precedentes na história islâmica, mádi. Os partidários de Almoctar expulsaram as autoridades zobaíridas de Cufa em outubro de 685. Almoctar depois despachou uma força cufana para o Hejaz e libertou ibne Hanafia. A autoridade de Muçabe em Baçorá e Coração também estava começando a vacilar, mas foi finalmente assegurada depois que ganhou o apoio do poderoso chefe azedita e líder militar do Coração, Moalabe ibne Abi Sufra. Muçabe também ganhou as deserções de milhares de membros cufanos e juntos derrotaram e mataram Almoctar em abril de 687. Zobair posteriormente demitiu Muçabe do cargo em 686/87 e nomeou seu próprio filho Hâmeza como governador. O último despachou uma força sob o comando de Abedalá ibne Omeir Alaiti para expulsar os carijitas do Barém depois que invadiram a província, mas os zobaíridas foram repelidos. Hâmeza provou ser incompetente em sua administração do Iraque e após sua falha em entregar as receitas provinciais ao tesouro estadual em Meca, foi demitido e supostamente preso por seu pai. Muçabe foi reintegrado logo depois, em 687/88. Naquele ano, carijitas conquistaram o Iêmem e Hadramaute, enquanto em 689, ocuparam Taife, a vizinha ao sul de Meca, morro acima.

#### Supressão e morte
A derrota de Almoctar, que se opôs aos zobaíridas e omíadas, deixou Zobair e o filho e sucessor de Maruane, Abedal Maleque ibne Maruane (r. 685–705), como os dois principais contendores pelo califado. No entanto, os ganhos carijitas na Arábia haviam isolado Zobair no Hejaz dos legalistas em outras partes do califado. Em 691, Abedal Maleque garantiu o apoio de Zufar e dos caicitas da Jazira, removendo o principal obstáculo entre seu exército sírio e os zobaíridas no Iraque. Mais tarde naquele ano, suas forças conquistaram o Iraque e mataram Muçabe na Batalha de Masquim. Moalabe, que estava liderando a luta contra os carijitas em Pérsis e Avaz, posteriormente mudou sua aliança para Abedal Maleque.
Depois de afirmar a autoridade omíada no Iraque, Abedal Maleque despachou um de seus comandantes, Alhajaje ibne Iúçufe, para subjugar Zobair. Alhajaje sitiou e bombardeou Meca por seis meses, ponto em que a maioria dos partidários de Zobair e seus filhos Cubaibe e Hâmeza se renderam após ofertas de perdão. Zobair permaneceu desafiante e, agindo por conselho de sua mãe, entrou no campo de batalha onde foi finalmente morto em 3 de outubro ou 4 de novembro de 692. Em uma anedota registrada pelo historiador Tabari do século IX, quando Alhajaje e seu tenente comandante, Tárique ibne Anre, estavam sobre o corpo de Zobair, Tárique disse sobre o último: "As mulheres não deram à luz ninguém mais masculino do que ele […] não tinha trincheiras defensivas, nem fortalezas, nem redutos; ainda assim, se manteve contra nós como um igual, e até levou a melhor sobre nós sempre que nos encontramos com ele". Alhajaje colocou o corpo de falecido em uma forca onde permaneceu até que Abedal Maleque permitiu que a mãe de Zobair o recuperasse. Seu corpo foi posteriormente enterrado na casa de sua avó paterna Safia em Medina. A vitória dos omíadas e a morte de Zobair marcaram o fim da Segunda Guerra Civil.
Após sua vitória, Abedal Maleque confiscou as propriedades de Zobair em Medina e em outras partes do Hejaz. O califa mais tarde restaurou uma ou mais das propriedades aos filhos dele após um pedido de Tabite. Seu filho mais velho, Cubaibe, foi açoitado até a morte em Medina por seu governador Omar II durante o reinado do califa Alualide I (r. 705–715). Enquanto isso, Tabite havia ganhado um favor especial do sucessor de Alualide, o califa Solimão ibne Abedal Maleque (r. 715–717), que concordou em devolver o restante das propriedades confiscadas. Sob os califas abássidas Almadi (r. 775–785) e Harune Arraxide (r. 786–809), vários descendentes de Zobair alcançaram cargos administrativos seniores, incluindo seu bisneto Abedalá ibne Muçabe e o filho deste último, Bacar ibne Abedalá, que serviram sucessivamente como governadores de Medina.

## Avaliação
Zobair se opôs veementemente que o califado se tornasse uma herança omíada. Em vez disso, defendeu que o califa deveria ser escolhido por xura (consulta) entre os coraixitas como um todo. Este último se opôs à monopolização do poder pelos omíadas e insistiu que o poder fosse distribuído entre todos os clãs. No entanto, além dessa convicção, não patrocinou nenhuma doutrina religiosa ou programa político, ao contrário dos movimentos álida e carijita contemporâneos. No momento em que fez sua reivindicação ao califado, ele emergiu como o líder dos coraixitas insatisfeitos. De acordo com o historiador H. A. R. Gibb, o ressentimento coraixita em relação aos omíadas é evidente como um tema subjacente nas tradições islâmicas sobre o conflito de Zobair e ele foi o "principal representante" da segunda geração das famílias muçulmanas da elite do Hejaz que se irritaram com o "abismo de poder" entre eles e a casa omíada governante. Embora Gibb descreva-o como "corajoso, mas fundamentalmente egoísta e autocomplacente", a hostilidade aos omíadas em fontes muçulmanas tradicionais levou a uma descrição geral dele como um "modelo de piedade". No entanto, várias fontes o condenaram como ciumento e severo e criticaram particularmente o abuso fatal de seu irmão Anre e sua prisão de Maomé ibne Hanafia.
Zobair reuniu oposição aos omíadas no Hejaz de sua base em Meca, a cidade mais sagrada do Islão, e por meio de seu prestígio como muçulmano de primeira geração com laços de família com Maomé. Pretendia restaurar o Hejaz à sua antiga proeminência política; após o assassinato de Otomão, a posição da região como o centro político do califado havia sido perdida primeiro para Cufa sob Ali e depois para Damasco sob Moáuia I. Para esse fim, desenvolveu uma forte associação com Meca e sua Caaba, que, combinada com seu controle da segunda cidade mais sagrada do Islão, Medina, aumentou seu prestígio e deu a seu califado um caráter sagrado. Rejeitou a oferta de apoio do exército do califado centrado na Síria, em parte porque isso o obrigaria a se mudar para Damasco. De fato, enquanto outras cidades estavam disponíveis para ele, optou por permanecer em Meca, de onde emitiu diretivas para seus apoiadores em outras partes do califado. No entanto, isso o impediu de exercer influência direta nas províncias maiores e mais populosas, particularmente no Iraque, onde seu irmão mais mundano governou com independência virtual. Na Arábia, seu poder foi em grande parte confinado ao Hejaz com o líder carijita Najeda tendo mais influência na maior parte da península. Assim, virtualmente se tornou uma figura de fundo no movimento que foi lançado em seu nome; nas palavras do historiador Julius Wellhausen, "a luta girou em torno dele [Zobair] nominalmente, mas não participou e foi decidido sem ele".
Durante seu governo, fez alterações significativas na estrutura da Caaba, alegando que as mudanças estavam de acordo com a autoridade de Maomé. Autodenominou-se o "fugitivo do santuário [Caaba]", enquanto seus detratores omíadas se referiam a ele como "o malfeitor de Meca".